# Club Italia 2021-2022 (pallavolo femminile)
Questa voce raccoglie le informazioni riguardanti il Club Italia nelle competizioni ufficiali della stagione 2021-2022.

## Stagione
Nella stagione 2021-22 il Club Italia assume la denominazione sponsorizzata di Club Italia Crai.
Per decisione della FIPAV partecipa per la sesta volta alla Serie A2 terminando il girone B della regular season di campionato al nono posto in classifica. La posizione determina l'accesso del Club Italia alla pool salvezza nella quale chiude al quarto posto in classifica che comporta la retrocessione in Serie B1.

## Organigramma
Area direttiva
- Presidente: Giuseppe Manfredi

Area tecnica
- Allenatore: Marco Mencarelli
- Allenatore in seconda: Michele Fanni

## Rosa
| N° | Nome              | Ruolo | Data di nascita   | Nazionalità sportiva |
| -- | ----------------- | ----- | ----------------- | -------------------- |
| 1  | Anna Adelusi      | S     | 10 giugno 2003    | Italia               |
| 2  | Manuela Ribechi   | L     | 15 febbraio 2004  | Italia               |
| 3  | Amelie Vighetto   | S     | 13 marzo 2006     | Italia               |
| 4  | Islam Gannar      | C     | 3 luglio 2004     | Italia               |
| 5  | Viola Passaro     | P     | 30 novembre 2004  | Italia               |
| 6  | Aurora Micheletti | S     | 27 aprile 2005    | Italia               |
| 7  | Noemi Despaigne   | O     | 21 dicembre 2005  | Italia               |
| 8  | Dominika Giuliani | S     | 26 novembre 2004  | Italia               |
| 9  | Giulia Marconato  | C     | 26 aprile 2003    | Italia               |
| 10 | Anna Pelloia      | P     | 30 novembre 2002  | Italia               |
| 11 | Stella Nervini    | S     | 10 settembre 2003 | Italia               |
| 12 | Lisa Esposito     | S     | 25 settembre 2005 | Italia               |
| 13 | Emma Barbero      | L     | 2 febbraio 2004   | Italia               |
| 15 | Julia Ituma       | O     | 8 ottobre 2004    | Italia               |
| 16 | Nausica Acciarri  | C     | 25 settembre 2004 | Italia               |
| 18 | Betsy Nwokoye     | C     | 18 luglio 2005    | Italia               |

## Mercato
| Acquisti | Acquisti          | Acquisti     | Acquisti |
| R.       | Nome              | da           | Modalità |
| -------- | ----------------- | ------------ | -------- |
| C        | Nausica Acciarri  | San Casciano | prestito |
| S        | Anna Adelusi      | Roma Club    | prestito |
| O        | Noemi Despaigne   | Chieri '76   | prestito |
| S        | Lisa Esposito     | Stra         | prestito |
| S        | Aurora Micheletti | Celadina     | prestito |
| C        | Betsy Nwokoye     | Volleyrò     | prestito |
| P        | Viola Passaro     | Fusion       | prestito |
| L        | Manuela Ribechi   | Volleyrò     | prestito |
| S        | Amelie Vighetto   | Involley     | prestito |

| Cessioni | Cessioni           | Cessioni              | Cessioni      |
| R.       | Nome               | a                     | Modalità      |
| -------- | ------------------ | --------------------- | ------------- |
| L        | Martina Armini     | Chieri '76            | definitivo    |
| S        | Maria Teresa Bassi | Futura Giovani        | definitivo    |
| O        | Giorgia Frosini    | Imoco                 | fine prestito |
| S        | Beatrice Gardini   | Academy Sassuolo      | definitivo    |
| C        | Emma Graziani      | San Casciano          | definitivo    |
| P        | Sofia Monza        | UYBA                  | fine prestito |
| C        | Linda Nwakalor     | Wealth Planet Perugia | definitivo    |
| S        | Alice Trampus      | Imoco                 | fine prestito |

## Risultati

### Serie A2

#### Girone di andata
| 2ª Giornata - 17 ottobre 2021 PalaFrancescucci, Casnate con Bernate       | Alba                 | 3 - 0 | Club Italia         | 25-19, 25-22, 25-13               |
| 3ª Giornata - 23 ottobre 2021 Centro Pavesi, Milano                       | Club Italia          | 1 - 3 | Vicenza             | 23-25, 24-26, 25-20, 21-25        |
| 4ª Giornata - 31 ottobre 2021 Palazzetto dello Sport, Martignacco         | Libertas Martignacco | 3 - 0 | Club Italia         | 25-17, 29-27, 25-19               |
| 5ª Giornata - 3 novembre 2021 Centro Pavesi, Milano                       | Club Italia          | 0 - 3 | Pinerolo            | 15-25, 22-25, 16-25               |
| 6ª Giornata - 7 novembre 2021 PalaManera, Mondovì                         | Mondovì              | 3 - 0 | Club Italia         | 25-13, 25-19, 25-16               |
| 7ª Giornata - 14 novembre 2021 PalaCatania, Catania                       | Sicilia              | 2 - 3 | Club Italia         | 21-25, 25-18, 25-15, 20-25, 11-15 |
| 8ª Giornata - 17 novembre 2021 Centro Pavesi, Milano                      | Club Italia          | 3 - 0 | Soverato            | 25-21, 25-14, 25-17               |
| 9ª Giornata - 21 novembre 2021 Palazzetto dello Sport, Lignano Sabbiadoro | Talmassons           | 3 - 1 | Club Italia         | 23-25, 25-17, 25-20, 25-11        |
| 10ª Giornata - 28 novembre 2021 PalaRizza, Modica                         | Modica               | 1 - 3 | Club Italia         | 17-25, 24-26, 25-20, 21-25        |
| 11ª Giornata - 4 dicembre 2021 Centro Pavesi, Milano                      | Club Italia          | 3 - 0 | Montecchio Maggiore | 25-22, 25-17, 25-21               |

#### Girone di ritorno
| 13ª Giornata - 9 febbraio 2022 Centro Pavesi, Milano                        | Club Italia         | 2 - 3 | Alba                 | 25-19, 19-25, 29-27, 20-25, 12-15 |
| 14ª Giornata - 23 febbraio 2022 Palasport Città di Vicenza, Vicenza         | Vicenza             | 3 - 2 | Club Italia          | 25-15, 25-21, 22-25, 23-25, 15-11 |
| 15ª Giornata - 2 febbraio 2022 Centro Pavesi, Milano                        | Club Italia         | 1 - 3 | Libertas Martignacco | 25-22, 23-25, 14-25, 22-25        |
| 16ª Giornata - 23 gennaio 2022 Palazzetto dello Sport, Villafranca Piemonte | Pinerolo            | 2 - 3 | Club Italia          | 24-26, 25-14, 25-21, 22-25, 12-15 |
| 17ª Giornata - 29 gennaio 2022 Centro Pavesi, Milano                        | Club Italia         | 3 - 2 | Mondovì              | 17-25, 25-20, 18-25, 25-23, 15-13 |
| 18ª Giornata - 5 febbraio 2022 Centro Pavesi, Milano                        | Club Italia         | 1 - 3 | Sicilia              | 20-25, 15-25, 28-26, 17-25        |
| 19ª Giornata - 13 febbraio 2022 PalaScoppa, Soverato                        | Soverato            | 3 - 1 | Club Italia          | 25-21, 25-22, 19-25, 25-16        |
| 20ª Giornata - 19 febbraio 2022 Centro Pavesi, Milano                       | Club Italia         | 3 - 2 | Talmassons           | 25-23, 25-17, 10-25, 19-25, 19-17 |
| 21ª Giornata - 27 febbraio 2022 Centro Pavesi, Milano                       | Club Italia         | 1 - 3 | Modica               | 25-22, 22-25, 20-25, 21-25        |
| 22ª Giornata - 6 marzo 2022 PalaCollodi, Montecchio Maggiore                | Montecchio Maggiore | 3 - 0 | Club Italia          | 25-15, 25-21, 25-21               |

#### Pool Salvezza

##### Andata
| 1ª Giornata - 19 marzo 2022 Centro Pavesi, Milano            | Club Italia | 3 - 0 | Aragona     | 25-11, 25-22, 25-10               |
| 2ª Giornata - 27 marzo 2022 Palazzetto dello Sport, Lanciano | Altino      | 3 - 1 | Club Italia | 15-25, 27-25, 25-17, 25-23        |
| 3ª Giornata - 2 aprile 2022 Centro Pavesi, Milano            | Club Italia | 3 - 1 | Assitec     | 19-25, 26-24, 25-23, 25-23        |
| 4ª Giornata - 7 maggio 2022 Centro Pavesi, Milano            | Club Italia | 2 - 3 | Marsala     | 23-25, 22-25, 25-12, 25-18, 13-15 |

##### Ritorno
| 1ª Giornata - 16 aprile 2022 PalaMoncada, Porto Empedocle           | Aragona     | 3 - 1 | Club Italia | 27-25, 10-25, 25-18, 25-20 |
| 2ª Giornata - 23 aprile 2022 Centro Pavesi, Milano                  | Club Italia | 3 - 0 | Altino      | 25-17, 25-21, 25-22        |
| 3ª Giornata - 1º maggio 2022 PalaIaquaniello, Sant'Elia Fiumerapido | Assitec     | 3 - 0 | Club Italia | 25-19, 26-24, 25-22        |
| 4ª Giornata - 27 aprile 2022 PalaBellina, Marsala                   | Marsala     | 3 - 0 | Club Italia | 25-20, 26-24, 25-23        |

## Statistiche

### Statistiche di squadra
| Competizione | Punti | In casa | In casa | In casa | In trasferta | In trasferta | In trasferta | Totale | Totale | Totale |
| Competizione | Punti | G       | V       | P       | G            | V            | P            | G      | V      | P      |
| ------------ | ----- | ------- | ------- | ------- | ------------ | ------------ | ------------ | ------ | ------ | ------ |
| Serie A2     | 29    | 14      | 7       | 7       | 14           | 3            | 11           | 28     | 10     | 18     |
| Totale       | -     | 14      | 7       | 7       | 14           | 3            | 11           | 28     | 10     | 18     |

G = partite giocate; V = partite vinte; P = partite perse 

### Statistiche dei giocatori
| Giocatore     | Serie A2 | Serie A2 | Serie A2 | Serie A2 | Serie A2 | Totale | Totale | Totale | Totale | Totale |
| Giocatore     | P        | PT       | AV       | MV       | BV       | P      | PT     | AV     | MV     | BV     |
| ------------- | -------- | -------- | -------- | -------- | -------- | ------ | ------ | ------ | ------ | ------ |
| N. Acciarri   | 27       | 188      | 110      | 47       | 31       | 27     | 188    | 110    | 47     | 31     |
| A. Adelusi    | 25       | 317      | 272      | 30       | 15       | 25     | 317    | 272    | 30     | 15     |
| E. Barbero    | 18       | 0        | 0        | 0        | 0        | 18     | 0      | 0      | 0      | 0      |
| N. Despaigne  | 15       | 62       | 49       | 4        | 9        | 15     | 62     | 49     | 4      | 9      |
| L. Esposito   | 19       | 56       | 45       | 3        | 8        | 19     | 56     | 45     | 3      | 8      |
| I. Gannar     | 15       | 50       | 28       | 14       | 8        | 15     | 50     | 28     | 14     | 8      |
| D. Giuliani   | 23       | 113      | 82       | 11       | 20       | 23     | 113    | 82     | 11     | 20     |
| J. Ituma      | 27       | 366      | 289      | 38       | 39       | 27     | 366    | 289    | 38     | 39     |
| G. Marconato  | 28       | 232      | 136      | 84       | 12       | 28     | 232    | 136    | 84     | 12     |
| A. Micheletti | 7        | 1        | 0        | 0        | 1        | 7      | 1      | 0      | 0      | 1      |
| S. Nervini    | 24       | 233      | 200      | 17       | 16       | 24     | 233    | 200    | 17     | 16     |
| V. Passaro    | 23       | 19       | 6        | 3        | 10       | 23     | 19     | 6      | 3      | 10     |
| A. Pelloia    | 24       | 77       | 33       | 26       | 18       | 24     | 77     | 33     | 26     | 18     |
| M. Ribechi    | 25       | 0        | 0        | 0        | 0        | 25     | 0      | 0      | 0      | 0      |
| A. Vighetto   | 4        | 22       | 17       | 4        | 1        | 4      | 22     | 17     | 4      | 1      |

P = presenze; PT = punti totali; AV = attacchi vincenti; MV = muri vincenti; BV = battute vincenti